# Fleeing from the Fleas
Fleeing from the Fleas è un cortometraggio muto del 1914 diretto da Marshall Neilan. Il regista appare anche tra gli interpreti a fianco di Ruth Roland, John E. Brennan, Freddie Fralick, Laura Oakley e Victor Rodman.
Il film venne prodotto dalla Kalem Company e distribuito dalla General Film Company, che lo fece uscire nelle sale il 3 luglio 1914.

## Distribuzione
Nelle proiezioni, veniva programmato con il sistema dello split reel, accorpato in un'unica bobina con un altro cortometraggio prodotto dalla Kalem, il documentario Trooping the Colors